# Ogosta
L’Ogosta (in bulgaro Огоста?, in latino Augusta) è un fiume della Bulgaria nord-occidentale, affluente di destra del Danubio.

## Geografia
L'Ogosta nasce dal picco di Vraža Glava (1935 m), al confine colla Serbia. Sulle sue sponde sono situate le città di Čiprovci, Montana e Mizija. È lungo 147,4 km, ha 40 affluenti e un bacino idrografico di 3157 km². Sebbene sia utilizzato anche per usi domestici, è comunque inquinato dalle industrie e dalle attività agricole circostanti.

### Onorificenze
Al fiume Ogosta è intitolata l'Ogosta Point, sull'isola Livingston, nelle isole Shetland Meridionali (Antartide).